# Jean-Christophe Gache
Jean-Christophe Gache es un deportista francés que compitió en vela en la clase Europe. Ganó una medalla de plata en el Campeonato Mundial de Europe de 2007 y una medalla de plata en el Campeonato Europeo de Europe de 2007.

## Palmarés internacional
| Campeonato Mundial | Campeonato Mundial    | Campeonato Mundial | Campeonato Mundial |
| Año                | Lugar                 | Medalla            | Clase              |
| ------------------ | --------------------- | ------------------ | ------------------ |
| 2007               | Workum (Países Bajos) | Medalla de plata   | Europe             |
| Campeonato Europeo |                       |                    |                    |
| Año                | Lugar                 | Medalla            | Clase              |
| 2007               | La Escala (España)    | Medalla de plata   | Europe             |